# Stadtamhof

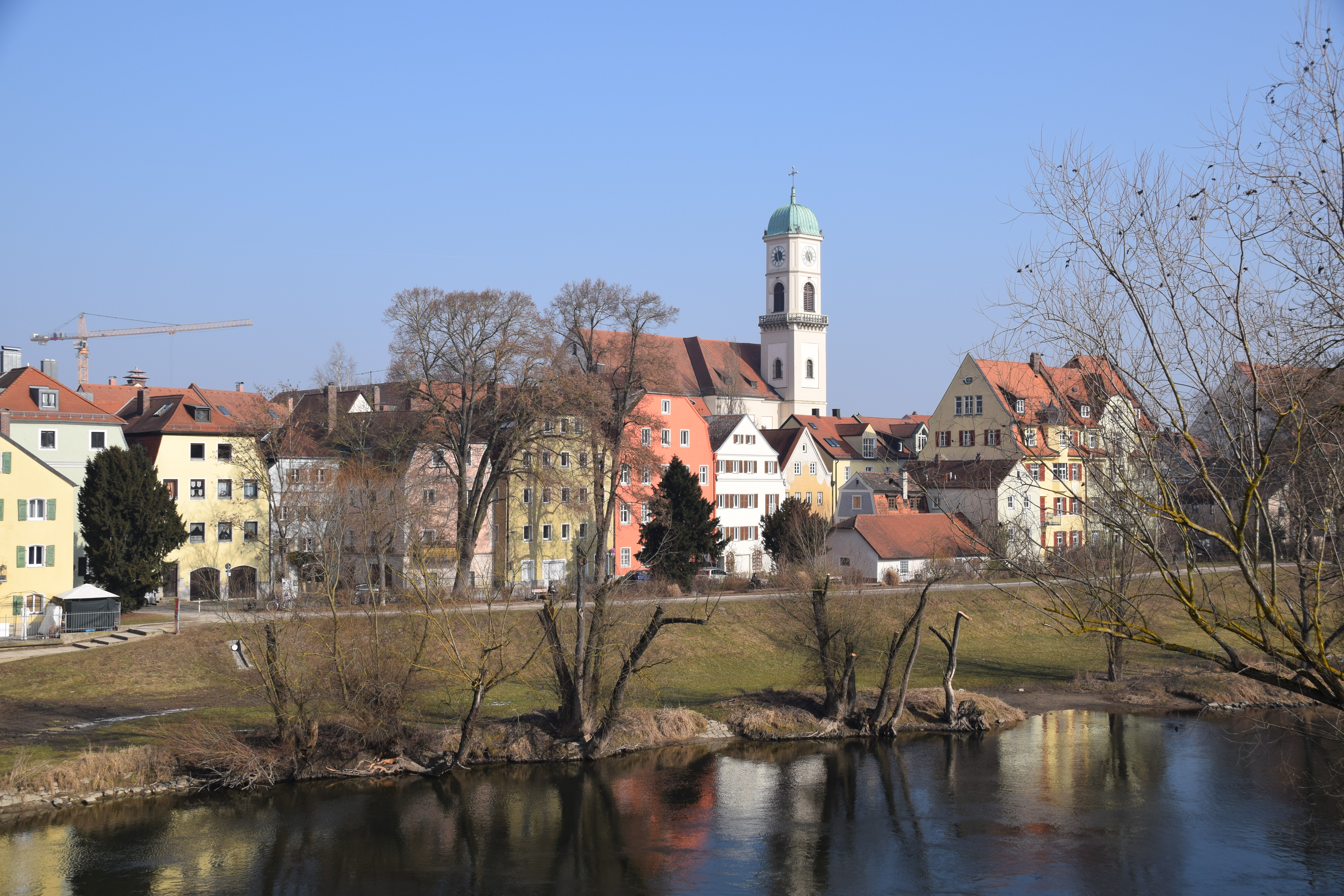

Stadtamhof is een wijk in de Duitse stad Regensburg. De wijk is ten opzichte van het historisch stadscentrum gelegen aan de andere, noordelijke oever van de Donau, en is hiermee verbonden door de 12e-eeuwse Steinerne Brücke. De brug overbrugt de riviereilanden Oberer Wöhrd en Unterer Wöhrd en de beide Donau-rivierarmen die rond dit eiland stromen.
Stadtamhof wordt een eerste maal in geschreven bronnen vermeld in 1050. De stad wordt op verschillende wijzen vermeld, waaronder "Stat bij Hoff bey Regensburg". De stad verkreeg marktrechten van de Rooms-Duitse koning Koenraad III. Tijdens de Dertigjarige Oorlog veroverden Zweedse troepen Stadtamhof en namen daar stelling en kwam het tot gevechten over de Donau heen tussen stellingen in Stadtamhof en Regensburg. Stadtamhof werd hierbij zwaar beschadigd. Ook tijdens de Vijfde Coalitieoorlog stonden de twee steden tegenover elkaar. De Oostenrijkers konden op 20 april 1809 de brug op de Fransen veroveren, de Fransen konden in de slag bij Regensburg op 23 april de brug terug innemen en Stadtamhof, evenwel niet zonder dat Napoleon hierbij een kogel in de enkel kreeg. Het zou zijn enige verwonding ooit in een oorlog worden. Stadtamhof brandde bijna volledig plat, en het hedendaags uitzicht is voornamelijk het resultaat van de heropbouw na april 1809.
Stadtamhof was tot 1 april 1924 een zelfstandige stad gebleven maar werd op die datum in Regensburg ingelijfd.
Bij de 20e-eeuwse verbinding tussen Rijn en Donau en de aanleg van het Main-Donaukanaal werd ten noorden van het stadscentrum van Regensburg van 1972 tot 1978 ook een kanaal aangelegd, het Regensburger Europakanal, dat ten westen van de Donau een deel van het water afvoert, en eindigt in het stadscentrum in de monding van de Regen, vlak voor deze in de Donau uitmondt. Door de aanleg werd Stadtamhof eigenlijk ook een riviereiland hoewel het niet als dusdanig geboekstaafd wordt in de lijst van de eilanden in de Donau.
In 2006 tijdens de 30e sessie van de Commissie voor het Werelderfgoed werd het stadsdeel Stadtamhof samen met het oude centrum van Regensburg aan de overzijde van de Donau tot cultureel werelderfgoed verklaard en toegevoegd aan de UNESCO werelderfgoedlijst.
Dom van Aken · Abdij en Altenmünster van Lorsch · Slot Augustusburg en slot Falkenlust in Brühl · Bamberg · Bauhaus en zijn sites in Weimar, Dessau en Bernau · Klassiek Weimar · Fagusfabriek · Rammelsbergmijnen en historische stad Goslar · Dom van Keulen · Hanzestad Lübeck · Luthergedenkplaatsen in Eisleben en Wittenberg · Abdij van Maulbronn · Groeve Messel · Fürst-Pückler-Park Bad Muskau · Kloostereiland Reichenau · Museuminsel in Berlijn · Parklandschap Dessau-Wörlitz · Stiftskerk, kasteel en historisch centrum van Quedlinburg · Bedevaartskerk van Wies · Historisch centrum van Regensburg met Stadtamhof · Romeinse monumenten, Dom en Onze-Lieve-Vrouwekerk in Trier · Oude en voorhistorische beukenbossen van de Karpaten en andere regio's van Europa · Paleizen en parken van Potsdam en Berlijn · Michaeliskirche en Dom van Hildesheim · Dom van Speyer · Historisch centrum van Stralsund en Wismar · Stadhuis en Rolandstandbeeld van Bremen · Grenzen van het Romeinse Rijk: Opper-Germaans-Raetische limes · Bovenloop van het Midden-Rijndal · IJzersmelterij van Völklingen · Kasteel Wartburg · Residentie van Würzburg · Kolenmijn en industriecomplex Zeche Zollverein in Essen · Modernistische woonwijken in Berlijn · Waddenzee · Prehistorische paalwoningen in de Alpen · Markgrafelijk Operahuis in Bayreuth · Bergpark Wilhelmshöhe · Karolingisch westwerk en Civitas Corvey · Speicherstadt en het Kontorhausviertel met het Chilehaus in Hamburg · Architecturaal werk van Le Corbusier (Weißenhofsiedlung) · Grotten en kunst uit de ijstijd in de Zwabische Jura · Archeologisch grenslandschap van Hedeby en de Danevirke · Dom van Naumburg ·  Mijnstreek Erzgebirge/Krušnohoří · Waterbeheersysteem van Augsburg · Historische kuuroorden van Europa (Bad Ems, Baden-Baden en Bad Kissingen) · Mathildenhöhe Darmstadt · Grenzen van het Romeinse Rijk - De Neder-Germaanse limes · ShUM-sites van Speyer, Worms en Mainz · Grenzen van het Romeinse Rijk - De Donaulimes (Westelijk gedeelte)  · Joods-middeleeuws erfgoed van Erfurt · Complex van de residentie van Schwerin · Moravische kerknederzettingen (Herrnhut)
- Gemeinsame Normdatei: 4304168-1
- Library of Congress Control Number: no2008109550
- Virtual International Authority File: 160146462560427771374
- WorldCat: E39PBJk8Xm8rB44VPPDq84Fh73